# Hewanorra nemzetközi repülőtér
A Hewanorra nemzetközi repülőtér (IATA: UVF, ICAO: TLPL) nemzetközi repülőtér Saint Luciában.

## Futópályák
A repülőtér futópályái:
- 10/28

## Légitársaságok és úticélok
2023-ban a Hewanorra nemzetközi repülőtérről az alábbi járatok indulnak:

### Személy
| Légitársaság      | Célállomások                                             | Refs   |
| ----------------- | -------------------------------------------------------- | ------ |
| Air Canada        | Toronto–Pearson                                          | [ 2 ]  |
| Air Canada Rouge  | Toronto–Pearson                                          | [ 3 ]  |
| American Airlines | Miami Szezonális: Charlotte, New York–JFK, Philadelphia  | [ 4 ]  |
| British Airways   | Georgetown–Cheddi Jagan, Grenada, London–Gatwick, Tobago | [ 5 ]  |
| Delta Air Lines   | Atlanta                                                  | [ 6 ]  |
| JetBlue           | New York–JFK Szezonális: Boston                          | [ 7 ]  |
| Sunwing Airlines  | Szezonális: Toronto–Pearson                              | [ 8 ]  |
| TUI Airways       | London–Gatwick                                           | [ 9 ]  |
| United Airlines   | Newark Szezonális: Chicago–O'Hare                        | [ 10 ] |
| Virgin Atlantic   | Szezonális: London–Heathrow                              | [ 11 ] |
| WestJet           | Toronto–Pearson                                          | [ 12 ] |

### Cargo
| Légitársaság           | Célállomások             | Refs   |
| ---------------------- | ------------------------ | ------ |
| Air Cargo Carriers     | Dominica–Douglas-Charles | [ 13 ] |
| Amerijet International | Miami, Port of Spain     | [ 14 ] |

## Fordítás
- Ez a szócikk részben vagy egészben  a   Hewanorra International Airport című angol Wikipédia-szócikk ezen változatának fordításán alapul.  Az eredeti cikk szerkesztőit annak laptörténete sorolja fel. Ez a jelzés csupán a megfogalmazás eredetét és a szerzői jogokat jelzi, nem szolgál a cikkben szereplő információk forrásmegjelöléseként.